# Ischnura
Ischnura là một chi chuồn chuồn kim trong họ Coenagrionidae. 

## Các loài
Chi này gồm các loài:
- Ischnura abyssinica Martin, 1908
- Ischnura acuticauda Lieftinck, 1959
- Ischnura albistigma Fraser, 1927
- Ischnura aralensis Haritonov, 1979
- Ischnura ariel Lieftinck, 1949
- Ischnura asiatica (Brauer, 1865) – Redtail[3]
- Ischnura aurora Brauer, 1865 – Aurora Bluetail[3]
- Ischnura barberi Currie, 1903 – Desert Forktail[4]
- Ischnura buxtoni Fraser, 1927
- Ischnura capreolus (Hagen, 1861)
- Ischnura cardinalis Kimmins, 1929
- Ischnura cervula Selys, 1876 – Thái Bình Dương Forktail[4]
- Ischnura chromostigma Fraser, 1927
- Ischnura cruzi De Marmels, 1987
- Ischnura cyane Realpe, 2010
- Ischnura damula Calvert, 1902 – Plains Forktail[5]
- Ischnura demorsa (Hagen, 1861) – Mexican Forktail[5]
- Ischnura denticollis (Burmeister, 1839) – Black-fronted Forktail[4][6]
- Ischnura dorothea Fraser, 1924
- Ischnura elegans (vanderLinden, 1823) – Blue-tailed Damselfly[7]
- Ischnura erratica Calvert, 1895 – Swift Forktail[4]
- Ischnura evansi Morton, 1919 – Blue-banded Damsel[cần dẫn nguồn]
- Ischnura filosa Schmidt, 1951
- Ischnura fluviatilis Selys, 1876
- Ischnura forcipata Morton, 1907
- Ischnura fountaineae Morton, 1905 – Oasis Bluetail[8]
- Ischnura gemina (Kennedy, 1917) – San Francisco Forktail[4]
- Ischnura genei (Rambur, 1842) – Island Bluetail[8]
- Ischnura graellsii (Rambur, 1842) – Iberian Bluetail[8]
- Ischnura haemastigma Fraser, 1927
- Ischnura hastata (Say, 1839) – Citrine Forktail[4]
- Ischnura heterosticta (Burmeister, 1839) – Common Bluetail[3]
- Ischnura inarmata Calvert, 1898
- Ischnura indivisa (Ris, 1918)
- Ischnura intermedia Dumont 1974
- Ischnura isoetes Lieftinck, 1949
- Ischnura karafutonis Matsumura, 1931[cần dẫn nguồn]
- Ischnura kellicotti Williamson, 1898 – Lilypad Forktail[9]
- Ischnura luta Polhemus, Asquith & Miller, 2000
- Ischnura ordosi Bartenev, 1912
- Ischnura pamelae Vick & Davies, 1988
- Ischnura perparva Selys, 1876 – miền tây Forktail[4][9]
- Ischnura posita (Hagen, 1861) – Fragile Forktail[9][9][10]
- Ischnura prognata (Hagen, 1861) – Furtive Forktail[9]
- Ischnura pruinescens (Tillyard, 1906) – Colourful Bluetail[3]
- Ischnura pumilio  (Charpentier, 1825) – Small Bluetail hoặc Scarce Blue-tailed Damselfly[7]
- Ischnura ramburii (Selys, 1850) – Rambur's Forktail[4]
- Ischnura rhodosoma Lieftinck, 1959
- Ischnura rubella Navás, 1934
- Ischnura rufostigma Selys, 1876
- Ischnura rufovittata (Blanchard, 1843)
- Ischnura saharensis Aguesse, 1958 – Sahara Bluetail[11]
- Ischnura sanguinostigma Fraser, 1953
- Ischnura senegalensis (Rambur, 1842) – Marsh Bluetail[12]
- Ischnura spinicauda Brauer, 1865
- Ischnura stueberi Lieftinck, 1932
- Ischnura taitensis Selys, 1876
- Ischnura thelmae Lieftinck, 1966
- Ischnura ultima Ris, 1908
- Ischnura verticalis (Say, 1839) – miền đông Forktail[6][9]
- Ischnura vinsoni Fraser, 1949

## Hình ảnh

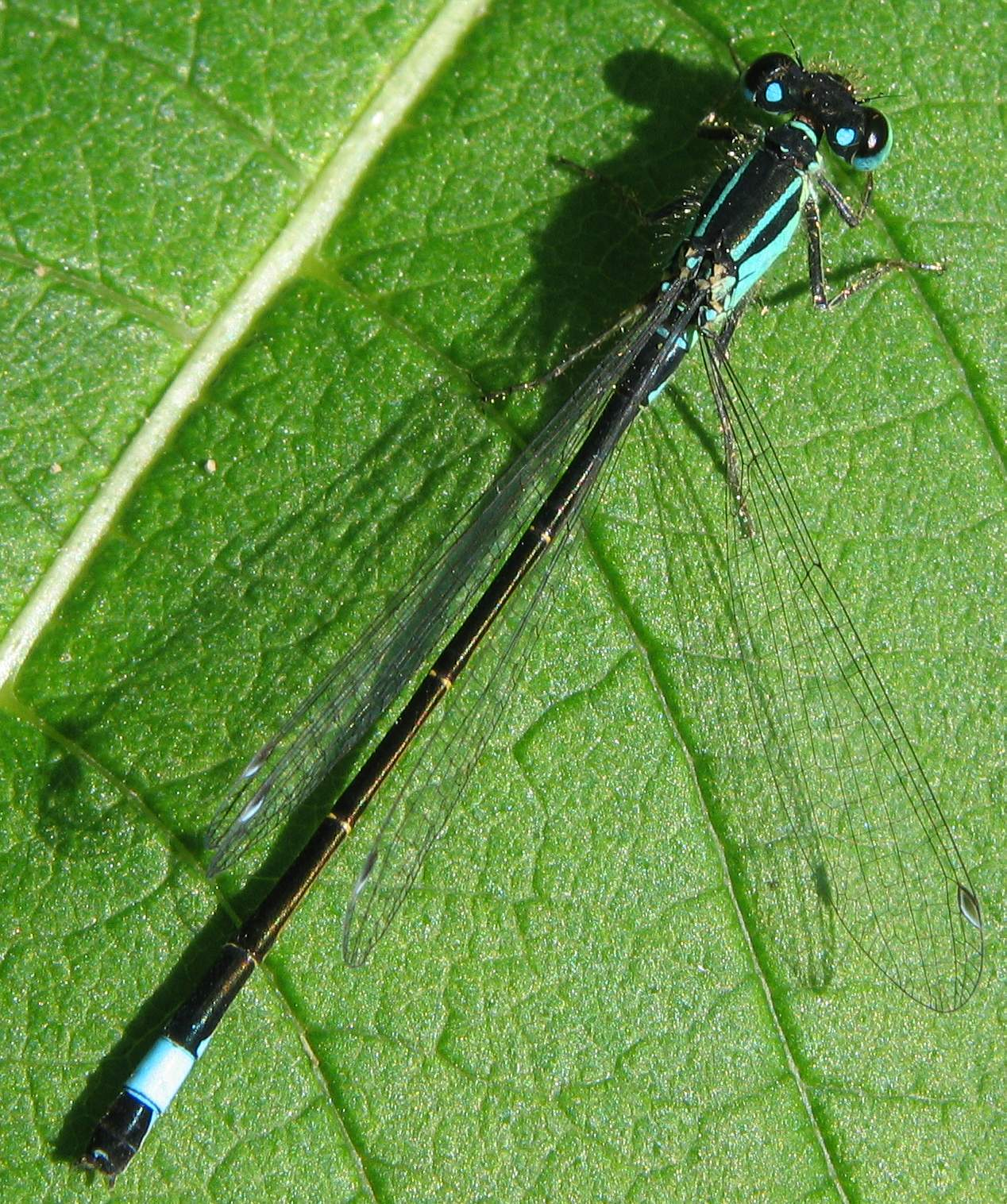
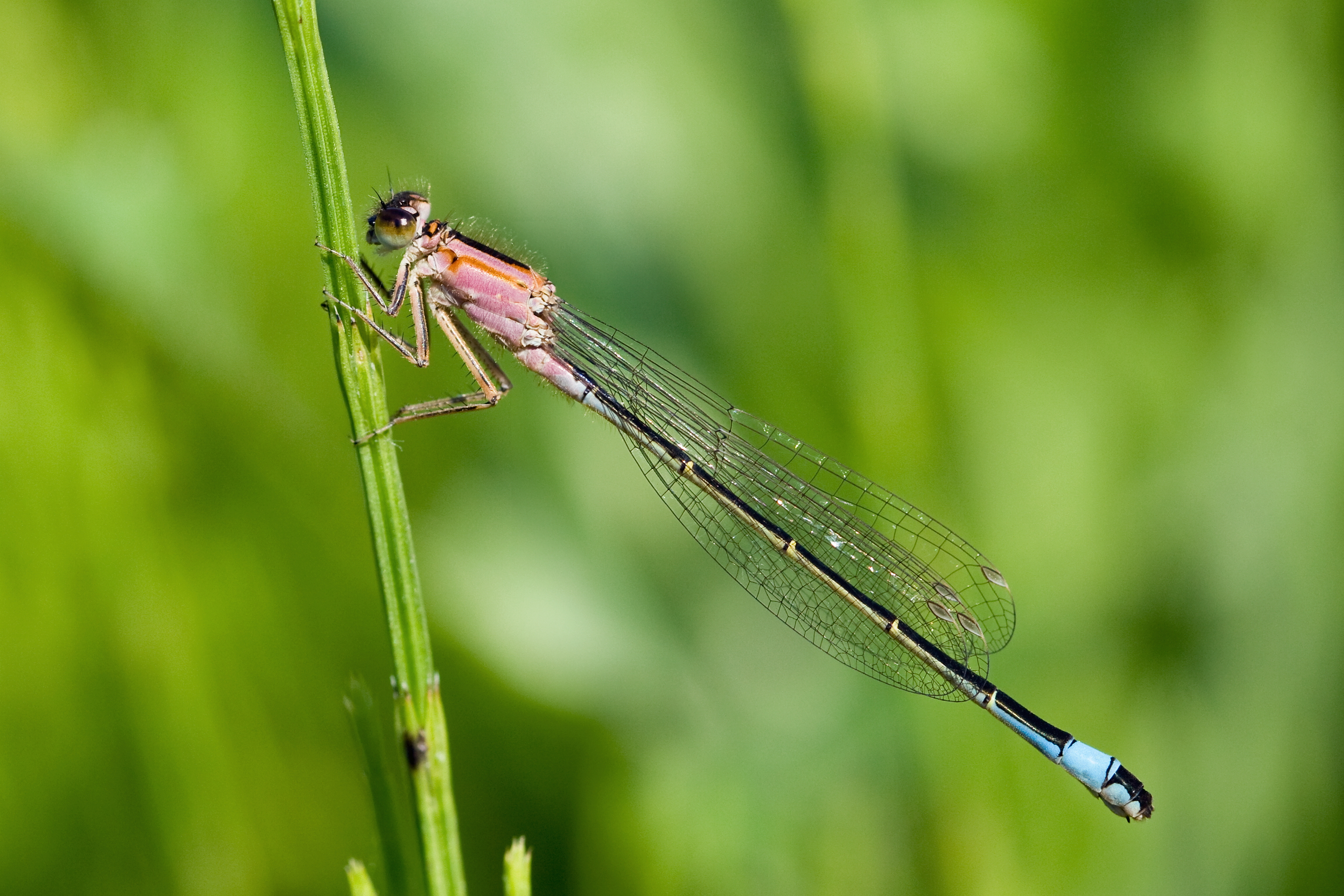
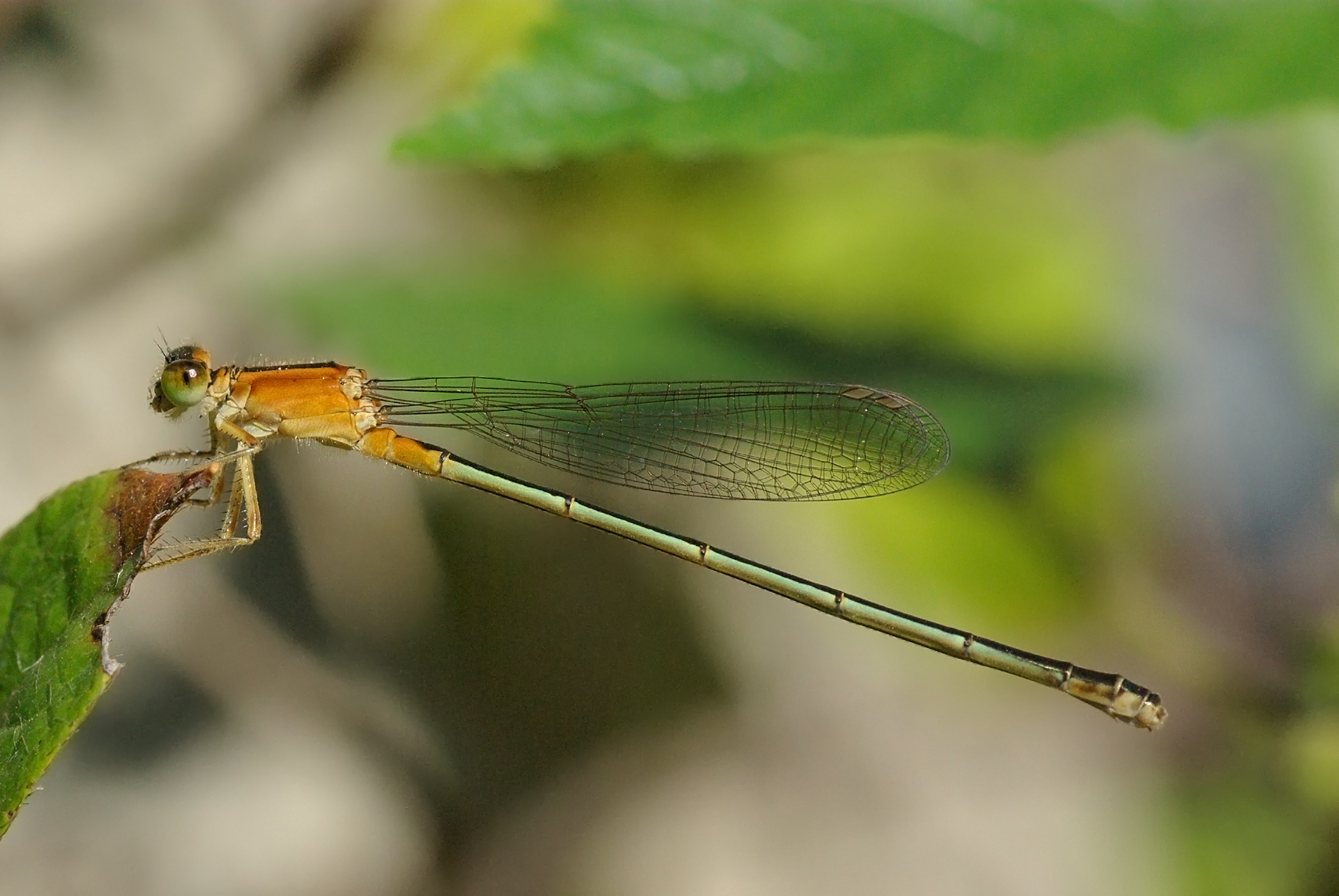
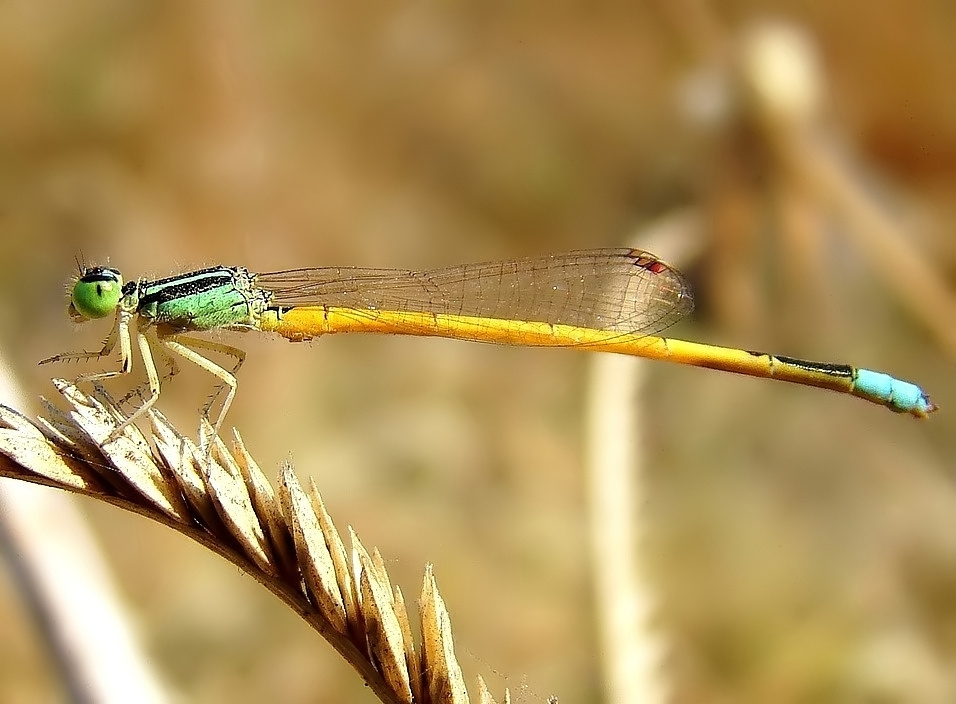